# لوئی دوازدهم

Litterae super abrogatione pragmatice sanctionis, 1512

لوئی دوازدهم (به فرانسوی: Louis XII de France) ملقب به پدر ملت (به فرانسوی: Père du Peuple) (زادهٔ ۲۷ ژوئن ۱۴۶۲ – درگذشتهٔ ۱ ژانویهٔ ۱۵۱۵) پادشاه فرانسه از ۱۴۹۸ تا هنگام مرگش در ۱۵۱۵ بود. او تا پیش از رسیدن به پادشاهی مقام دوک اورلئان را داشت.
لوئی با شروع پادشاهی، ارتش دائمی تشکیل داد و با کمک بورژوازی، دربار مجلل برپا کرد. به دستور پادشاه سینورها یا ارباب‌ها به ژان تیوم یا نجیب‌زاده تغییر نام دادند. نجیب‌زادگان باید در دربار پادشاه خدمت می‌کردند.

## زندگی

### دوک اورلئان
لوئی دوازدهم در ۲۷ ژوئن ۱۴۶۲ در بلوآی فرانسه زاده شد. او تنها پسر شارل، دوک اورلئان و ماری دو کلیو و نتیجهٔ شارل پنجم (حکومت ۱۳۸۰–۱۴۲۲) بود. او پس از پدرش در ۱۴۶۵ به مقام دوکی اورلئان رسید و از آنجا که در خانوادهٔ سلطنتی از نظر خونی، خویشاوند درجهٔ چندم شمرده می‌شد سخنی از به پادشاهی رسیدنش نبود. با این حال او در ۱۴۷۶ و به اجبار لوئی یازدهم، پادشاه وقت فرانسه با دختر معلول او به‌نام ژان ازدواج کرد. از آنجا که ژان توانایی فرزندآوری نداشت لوئی درصدد یافتن راهی بود تا این ازدواج را باطل نماید.

### شورش علیه شارل هشتم
در ۱۴۸۳ لوئی یازدهم درگذشت و پسر خردسالش با عنوان شارل هشتم جانشین او گردید. در این زمان لوئی، دوک اورلئان وارد رقابت با آن دو بوژو، خواهر بزرگ شارل بر سر نایب‌السلطنه او شد و پس از آنکه در این راه توفیقی نیافت، شورشی موسوم به جنگ احمق‌ها را علیه سلطنت آغاز نمود. او با دوک بریتانی و داماد و جانشین آخرین دوک بورگوندی علیه پادشاه متحد شد ولی در ۱۴۸۸ در نبرد سنت اوبن در بریتانی شکست خورد و به مدت ۳ سال زندانی گردید. در ۱۴۹۱ شارل هشتم که سرانجام خود را از سلطهٔ خواهر و شوهرخواهرش رهانیده بود تصمیم به آشتی با دوک اورلئان گرفت و لوئی بار دیگر موقعیت خود را بازیافت. او سپس شارل هشتم را که مدعی پادشاهی ناپل بود در نخستین مرحله از حملات فرانسه به ایتالیا همراهی نمود و در این یورش که تا ۱۴۹۵ ادامه یافت رهبری نیروهای مستقر در استی را عهده‌دار شد.

### رسیدن به پادشاهی فرانسه
شارل هشتم در آوریل ۱۴۹۸ درگذشت و چون تنها فرزندش نیز در ۳ سالگی مرده بود، در نتیجه دوک اورلئان با عنوان لوئی دوازدهم بر تخت پادشاهی فرانسه نشست. اما این تغییر قدرت باعث وحشت کسانی شد که در جنگ احمق‌ها در برابر او ایستادگی کرده بودند و اینک از انتقام او می‌ترسیدند. اما لوئی دوازدهم با گفتن این جمله که «برای پادشاه فرانسه کسر شأن است که بخواهد انتقام درگیری‌های دوک اورلئان را بگیرد» به آنان اطمینان داد که مشکلی برایشان پیش نخواهد آمد.
لوئی سپس با دادن طلا و القاب فرانسوی به چزاره بورجیا، پسر پاپ الکساندر ششم موفق به باطل ساختن ازدواج خود با ژان گردید و در ژانویهٔ ۱۴۹۹ با آن بریتانی، بیوهٔ شارل هشتم ازدواج نمود و از او صاحب دو دختر به نام‌های کلود و رنه شد. بدین ترتیب لوئی با انجام این ازدواج توانست اتحاد میان دو دوک‌نشین بریتانی و پادشاهی فرانسه را مستحکم‌تر سازد. با این حال ابطال ازدواج پیشین لوئی با ژان موجب ناخرسندی خداشناسان دانشگاه پاریس گردید و آنها او را به شدت مورد انتقاد قرار دادند. این انتقادها در نهایت منجر به بروز ناآرامی‌های دانشجویی در آنجا شد و لوئی در ۱۴۹۹ اقدام به سرکوب آنان نمود. او سپس تا حد زیادی از استقلال دانشگاه پاریس کاست.

### لشکرکشی به ایتالیا
لوئی دوازدهم که علاوه بر به ارث بردن ادعای شارل هشتم بر پادشاهی ناپل
خودش نیز به واسطهٔ مادربزرگش والنتنیا ویسکونتی مدعی میلان بود پس از رسیدن به قدرت توجهش را متوجه ایتالیا ساخت. او در ۱۴۹۹ دور دوم حملات فرانسه به ایتالیا را آغاز نمود و سربازان فرانسوی عامداً دست به ایجاد رعب و وحشت در ایتالیا زدند تا آنجا که لودوویکو اسفورزا، دوک میلان در تابستان همان سال از میلان گریخت. لوئی سپس در ۱۵۰۰ عهدنامه‌ای را با نام عهدنامهٔ گرانادا به‌طور مخفیانه با فرناندوی دوم، پادشاه آراگون به امضا رساند که به موجب آن هر دو پادشاه بر سر همکاری با یکدیگر برای تصرف پادشاهی ناپل و تقسیم آن به توافق رسیدند.
فتح ناپل با موفقیت به انجام رسید اما دو متحد در ۱۵۰۲ با یکدیگر درگیر شدند و بروز بیماری و فرماندهی بهتر اسپانیایی‌ها سبب شد تا نیروهای فرانسوی در ۱۵۰۳ از ناپل بیرون رانده شوند.

### عهدنامهٔ بلوآ
در سپتامبر ۱۵۰۴ عهدنامه بلوآ با تشویق آن بریتانی بین فرانسه و ماکسیمیلیان یکم، امپراتور مقدس روم به امضا رسید. به موجب این عهدنامه ماکسیمیلیان، در ازای این وعده که دوک‌نشین میلان و دوک‌نشین بورگوندی به نوهٔ او، کارل پنجم و نامزدش کلود، دختر لوئی دوازدهم و وارث دوک‌نشین بریتانی می‌رسد (مگر آنکه لوئی صاحب پسری شود) لوئی دوازدهم را به عنوان دوک میلان به رسمیت شناخت. اما این موضوع خشم فرانسویان را برانگیخت زیرا احتمال از دست دادن بریتانی می‌رفت. در نتیجه لوئی نمایندگانی از هر سه مملکت را در مه ۱۵۰۶ در تور جمع کرد و آنان بر نامزدی کلود با فرانسوای آنگولِم، جانشین احتمالی لوئی دوازدهم اصرار ورزیدند. سرانجام نامزدی کلود به بهای از دست‌رفتن عهدنامهٔ بلوآ با کارل پنجم به هم خورد و او به نامزدی فرانسوا که بعدتر با عنوان فرانسوای یکم بر تخت پادشاهی فرانسه نشست درآمد.

### اتحاد کامبره و از دست‌دادن میلان
فرانسه در این مدت بیشتر در آرامش به سر می‌برد و لوئی دوازدهم تا حد چشمگیری از میزان مالیات‌ها کاست. همین موضوع در کنار دیگر کامیابی‌های او سبب شد تا شورای حکومتی در ۱۵۰۶ لقب «پدر مردم» را به او اعطا نماید. همچنین کاردینال ژرژ دامبواز، برجسته‌ترین مشاور لوئی دوازدهم در این زمان بود و او چنان جایگاه و نفوذی در حکومت داشت که گفته می‌شود اصطلاح «این کار را به ژرژ بسپارید» اشاره به او دارد.
در ۱۵۰۶ جنوایی‌ها سر به شورش برداشتند و لوئی دوازدهم در ۱۵۰۷ موفق به سرکوب آنان شد. او سپس در ۱۵۰۸ علیه ونیزی‌ها به اتحاد کامبره، متشکل از فرناندوی دوم، پادشاه آراگون، ماکسیمیلیان و پاپ ژولیوس دوم پیوست و توانست آنها را در آنیادلو در ۱۵۰۹ شکست دهد. با این حال لوئی دریافت که پاپ ژولیوس دوم اتحاد دیگری را سازماندهی کرده‌است تا او را از ایتالیا بیرون راند. لوئی دوازدهم سعی کرد تا با کمک خواستن از شورای تفرقه‌جویانهٔ پیزا در ۱۵۱۱ به مقابله با ژولیوس بپردازد که نتیجه‌ای نداشت. اما پس از پیروزی گاستون دو فوا، خواهرزادهٔ لوئی دوازدهم و شکست ارتش پاپ-اسپانیا در راونا در ۱۵۱۲ که به مرگ دو فوا نیز انجامید، کاردینال‌های شورای پیزا حکم به برکناری ژولیوس دوم از پاپی دادند و در صدد انتخاب پاپ جدید برآمدند. اما مرگ دوفوا مانع از حرکت ارتش فرانسه به سمت رم به منظور خلع ژولیوس از قدرت شد و پاپ با تکفیر لوئی دوازدهم، بخشی از خاک فرانسه را به سوییس، آراگون، انگلستان و امپراتوری مقدس روم که به اتحاد او پیوسته بودند، وعده داد.
فرناندوی آراگون جنوب نابارا را به اشغال خود درآورد و هنری هشتم انگلستان به شمال فرانسه یورش برد. ارتش فرانسه با عقب‌نشینی از میلان به سمت فرانسه حرکت کرد و میلان به دست سوییسی‌ها افتاد.

### سال‌های پایانی و مرگ
در ۱۵۱۳ ژولیوس دوم درگذشت و لئوی دهم جانشین او شد که این موضوع فرصتی را برای لوئی دوازدهم فراهم آورد تا با پاپ جدید صلح کند. همچنین او پس از مرگ همسرش آنای بریتانی در ۱۵۱۴ با ماری تودور، خواهر هنری هشتم ازدواج نمود و بدین ترتیب بین انگلستان و فرانسه صلح برقرار شد. درعین حال لوئی امیدوار بود تا شاید از این ازدواج صاحب فرزند پسری شود. او همچنین در ۱۵۱۴ با تمامی دشمنانش به جز ماکسیمیلیان وارد آتش‌بس شد.
لوئی دوازدهم در ۱ ژانویهٔ ۱۵۱۵ درگذشت و پس از او فرانسوای آنگولم که در ۱۵۱۴ با کلود، دختر لوئی ازدواج کرده بود با عنوان فرانسوای یکم جانشین او شد.